# Kadonnut puutarha
Kadunnut puutarha är det  finska pop/rockbandet Indicas tredje album, och släpptes 2007.

## Låtlista
1. Viimeinen jyvä - 2:45
2. Linnansa vanki - 3:35
3. Ikävänkantaja - 4:08
4. Ulkona - 4:05
5. Nukkuu kedolla - 4:25
6. Noita - 4:09
7. Pahan tarha - 4:06
8. Äänet - 3:27
9. Mykkä - 2:51
10. Helmet - 4:49